# Río Negro (departament)
Río Negro – urugwajski departament położony w zachodniej części kraju.
Rzeka Urugwaj stanowi zachodnią granicę z argentyńską prowincją Entre Ríos. Ponadto Río Negro sąsiaduje z następującymi departamentami: na północy z Paysandú, na wschodzie z Tacuarembó i Durazno, a na południu z Soriano.
Ośrodkiem administracyjnym tego powstałego w 1868 r. departamentu jest miasto Fray Bentos.
Powierzchnia Río Negro wynosi 9 282 km². W 2004 r. departament ten zamieszkiwało 53 989 osób, co dawało gęstość zaludnienia 5,8 mieszk./km².